# Antonio Pichler
Antonio Pichler (Johann Anton), född 12 april 1697 i Brixen, död 14 september 1779 i Rom, var en tyrolsk-italiensk ädelstenssnidare, verksam i Rom. Han var far till Giovanni Pichler och Luigi Pichler.
Han utförde såväl kaméer som intagliosnitt och kopierade även ytterst skickligt antika gemmer.